# Неньга (приток Вятки)
Неньга — река в России, протекает в Кировской области. Устье реки находится в 442 км по левому берегу реки Вятки. Длина реки составляет 10 км.
Исток реки в лесном массиве в 23 км к юго-западу от Верхошижемья. Река течёт на юг по ненаселённому лесу. Верхнее течение проходит по Верхошижемскому району, в нижнем образует границу Арбажского и Советского районов. Впадает в боковой рукав Вятки, в который также впадает река Покшта. Близ устья Неньги и Покшты на Вятке пристань «Покшта».

## Данные водного реестра
По данным государственного водного реестра России относится к Камскому бассейновому округу, водохозяйственный участок реки — Вятка от города Котельнич до водомерного поста посёлка городского типа Аркуль, речной подбассейн реки — Вятка. Речной бассейн реки — Кама.
По данным геоинформационной системы водохозяйственного районирования территории РФ, подготовленной Федеральным агентством водных ресурсов:
- Код водного объекта в государственном водном реестре — 10010300412111100036269
- Код по гидрологической изученности (ГИ) — 111103626
- Код бассейна — 10.01.03.004
- Номер тома по ГИ — 11
- Выпуск по ГИ — 1